# Zeuxippe fille d'Hippocoon
Pour les articles homonymes, voir Zeuxippe.
Dans la mythologie grecque, Zeuxippe (en grec ancien Ζευξίππη / Zeuxíppê), fille d'Hippocoon, est l'épouse d'Antiphatès (roi d'Argos), de qui elle conçoit Oïclès et Amphalcée.

## Source
- Diodore de Sicile, Bibliothèque historique [détail des éditions] [lire en ligne] (IV, 25).